# David Enskog
David Enskog   (Västra Ämtervik, 22 d'abril de 1884 - Estocolm, 1 de juny de 1947) va ser un físic i matemàtic suec.

## Vida i Obra
Enskog va néixer a l'oest de Suècia on el seu pare era predicador. Va fer els estudis secundaris a Karlstad, abans d'ingressar a la universitat d'Uppsala el 1903, en la qual es va graduar el 1907 i llicenciar el 1911. En aquesta època va publicar els seus primers articles sobre la teoria de la difusió dels gasos, basats en les teories de Maxwell i Boltzmann. A partir de 1913. mentre preparava el doctorat en el seu temps lliure, va ser professor de ciències naturals al institut de secundària de Skövde.
El 1917 va obtenir el doctorat a la universitat d'Uppsala, però no liva ser possible obtenir una plaça docent a la universitat. Per això va continuar sent professor de secundària a Gävle a partir de 1918, amb l'excepció del curs 1922-1923 en que va obtenir una beca per ampliar estudis a Göttingen i Múnic, on va assistir a classes de Niels Bohr, David Hilbert, Arnold Sommerfeld, Richard Courant i Max Born.
El 1929 va aconseguir ser destinat a una escola de l'àrea d'Estocolm, al districte de Norrmalm i l'any següent, després de 17 anys de professor a secundària, va aconseguir una plaça de professor universitari al Reial Institut de Tecnologia. Curiosament, la seva producció científica va disminuir a partir d'aquest moment, potser per les noves responsabilitats docents i administratives a la universitat.
Enskog, juntament amb Sydney Chapman, va desenvolupar el que avui es coneix com la teoria estàndard de la difusió dels gasos, resolent el difícil problema de calcular els coeficients de l'equació de Boltzmann.
Enskog va rebre el 1946 la medalla Svante Arrhenius i el 1947, pocs dies abans de la seva mort, va ser proclamat membre de la Reial Acadèmia Sueca de Ciències.